# Дарів (Сяноцький повіт)

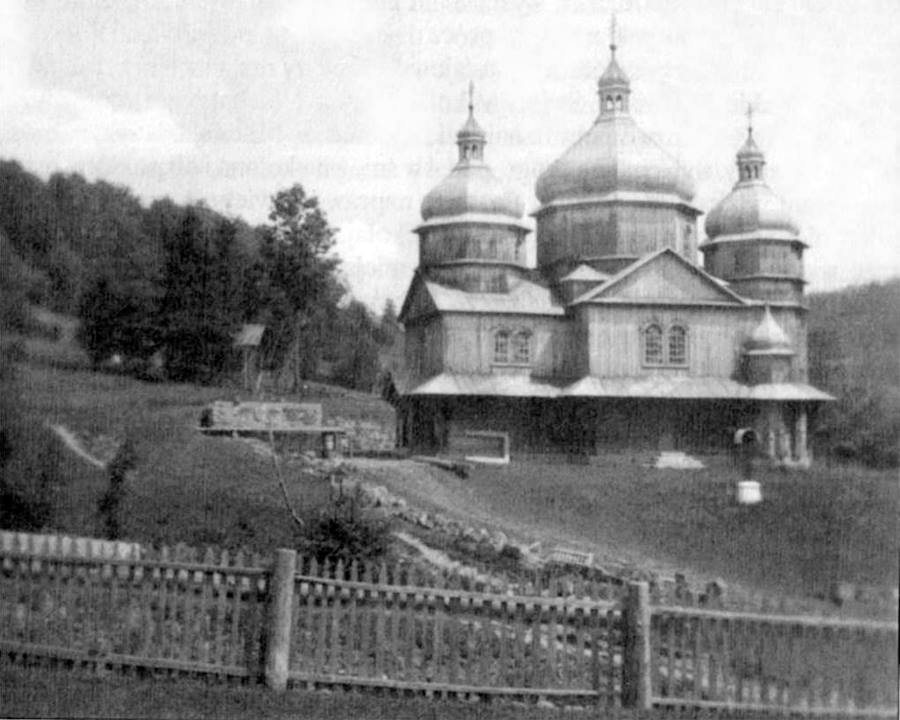
Церква Покрова Богородиці у с. Дарів споруджена у 1927 році, зруйнована коло 1946 р.

Дарів (пол. Darów) — колишнє українське село на Лемківщині зараз у Підкарпатському воєводстві Республіка Польща, Сяноцького повіту, ґміна Яслиська. Припинило існування у 1946 році.

## Розташування
Знаходилося у східній частині Низьких Бескид на притоці р. Вислік за 33 км від Команчі, 37 км від Сяніка, 88 км від Ряшева. Село було достатньо віддаленим, найближче поштове відділення знаходилось у Буківсько (12 км), а залізнична станція у Босько (18 км).
Поділялося на присілки, які отримали назву від прізвищ їх мешканців: Грибівка, Давидівка, Масниківка і Скірциківка.

## Походження назви
Назва села, ймовірно, походить від слова «дар». За легендою багатий власник подарував цю землю його мешканцям, які з часом заснували тут село і на пам'ять про це назвали його Дарів. Одна з гіпотез стверджує, що поселення могло отримати назву від однойменного струмка, який протікав через село.

## Історія
Село було засновано у 1559 році як королівське на волоському праві. Власником місцевості був каштелян жарновський та сяноцький староста Микола Ціковський з Войславиць. Перша згадка про село сягає 1565 року.
У 1765 році війтом був шляхтич Стефан Островський. Після 1772 року у власності австрійського уряду. 1811 року село придбав у власність Ігнацій Урбанський. Після нього у 1842 власником села став Францішек Урбанський з Гачова. У 1880 — львівський аптекар Людвіг Томанько.
Кількість мешканців села:
- 1785—143 особи, з них 130 греко-католики
- 1879—235 греко-католиків
- 1890—260 греко-католиків
- 1894—262 греко-католики
- 1900—244 особи, 37 господарств
- 1912—1303 греко-католики (разом з Суровицями і Мощанцем)
- 1928—300 греко-католиків
- 1931—321 особа, 48 господарств.

Наприкінці XIX століття село займало 457 моргів землі, нараховувало 32 господарства і 240 мешканців, а в 1900—244 осіб. 1905 року Казімєж Роткєвіч був власником 896 га місцевої землі. На окраїні села при дорозі до Висліка Великого була корчма Самуеля Меллера. У міжвоєнний період у Дарові була початкова школа, вчителька Чеслава Щепківська, з дому Слушкевич (1906—1990).
З 1867 р. Дарів входив до складу Сяніцького повіту (судовий округ Буківсько), у 1920—1939 роках разом з повітом — до Львівського воєводства Польської Республіки. У 1939—1944 — у Краківському дистрикті. У період 1944—1975 — у складі Ряшівського воєводства, з 1975 до 1998 — у Кроснянському воєводстві. З 1998 року і дотепер входить до Підкарпатського воєводства.
1931 площа села займала 9,26 км².
У 1939 році в селі проживало 350 мешканців (340 українців і 10 євреїв).
У вересні 1944 року німецько-радянська лінія фронту проходила через Сянік, Буківсько, Босько, Вороблик Королівський і Кросно. Через Дарів з боку Буківська до Великого Висліка увійшла 38-ма радянська армія, 1-го Українського фронту. Почалася примусова мобілізація в Червону армію. Попри сподівання жителів про включення до УРСР, Лемківщина була віддана Польщі. Польське військо розпочало терор з пограбуванням і вбивством цивільного населення. Пограбування польським військом продуктів спричинило голод.
Москвофільські елементи використали нагоду агітації щодо виїзду в СРСР. За добровільність виїзду село отримало сприяння — вивезення першим ешелоном, щоб не сидіти на станції в очікуванні. У Вербну неділю польські регулярні війська оточили Дарів разом із сусідніми селами Суровиці і Поляни Суровичні, а її мешканців вивезли на станцію, звідки виїхали поїздом в радянську Україну, в околиці Тернополя. Після цього село було спалено. Село перестало існувати у 1947 році, коли 3 останні родини було депортовано на понімецькі землі в ході операції «Вісла».
Сьогодні на місці колишнього села знаходяться лісове господарство «Дарів», яке підпорядковане надлісництву «Риманів».

## Церква
Місцева греко-католицька церква входила до складу парафії Суровиця Риманівського деканату.
Перший храм у Дарові був збудований у XVIII столітті. У 1920-х роках стара церква була розібрана, а на її місці у 1927 році була збудована нова дерев'яна зрубна, тридільна церква Покрови Пресвятої Богородиці. У 1930-х роках була добудована дзвіниця. Церква була зруйнована поляками в 1947 році — залишилися малопомітні сліди, а з матеріалу був збудований будинок культури у Синяві. Деякі елементи інтер'єру (пізньобароковий орнамент) від 1949 року знаходяться у костелі св. Миколая в Новотанцю.
Неподалік від церкви в 1784 році було закладено цвинтар. На момент знищення села на ньому було поховано близько 850 осіб. На цвинтарі збереглися деякі надгробки.